# Оукфілд (містечко, Вісконсин)
Оукфілд (англ. Oakfield) — місто (англ. town) в США, в окрузі Фон-дю-Лак штату Вісконсин. Населення — 681 особа (2020).

## Демографія
Згідно з переписом 2010 року, у місті мешкали 703 особи в 259 домогосподарствах у складі 214 родин. Було 278 помешкань
Расовий склад населення:
| - 98,0 % — білих - 0,3 % — чорних або афроамериканців - 0,3 % — азіатів - 0,1 % — корінних американців |

До двох чи більше рас належало 1,0 %. Частка іспаномовних становила 1,1 % від усіх жителів.
За віковим діапазоном населення розподілялося таким чином: 23,0 % — особи молодші 18 років, 65,2 % — особи у віці 18—64 років, 11,8 % — особи у віці 65 років та старші. Медіана віку мешканця становила 42,7 року. На 100 осіб жіночої статі у місті припадало 104,4 чоловіків;  на 100 жінок у віці від 18 років та старших — 106,5 чоловіків також старших 18 років.
Середній дохід на одне домашнє господарство  становив 88 204 долари США (медіана — 73 417), а середній дохід на одну сім'ю — 95 578 доларів (медіана — 76 250). Медіана доходів становила 53 063 долари для чоловіків та 39 896 доларів для жінок. За межею бідності перебувало 4,1 % осіб, у тому числі 5,2 % дітей у віці до 18 років та 8,0 % осіб у віці 65 років та старших.
Цивільне працевлаштоване населення становило 428 осіб. Основні галузі зайнятості: виробництво — 31,3 %, будівництво — 14,0 %, освіта, охорона здоров'я та соціальна допомога — 12,4 %.